# Pucholové asijští
Pucholové asijští (Hemigalinae) jsou malou podčeledí cibetkovitých šelem (Viverridae). Zahrnují pouze čtyři rody, přičemž všechny jsou monotypické:
- rod Chrotogale – puchol skvrnitý (C. owstoni)
- rod Cynogale – mampalon (C. bennettii)
- rod Diplogale – puchol hnědý (D. hosei)
- rod Hemigalus – puchol žíhaný (H. derbyanus).

Zástupci této skupiny žijí v lesích jihovýchodní Asie, stejně jako ostatní cibetkovití bývají nočními samotářskými zvířaty. Mampalon je semiakvatický druh podobný vydrám, s poměrně širokou hlavou a krátkým ocasem. Zbylí zástupci asijských pucholů bývají štíhlé šelmy dlouhého těla se zašpičatělým čenichem.
Pucholové asijští jsou primárně pozemní šelmy, konzumují maso ve větší míře než ostatní cibetkovití, přičemž jejich preferovanou potravou jsou červi a hmyz. Všechny čtyři druhy jsou relativně málo probádány, jejich populace je ohrožena odlesňováním.